# Heunsberg

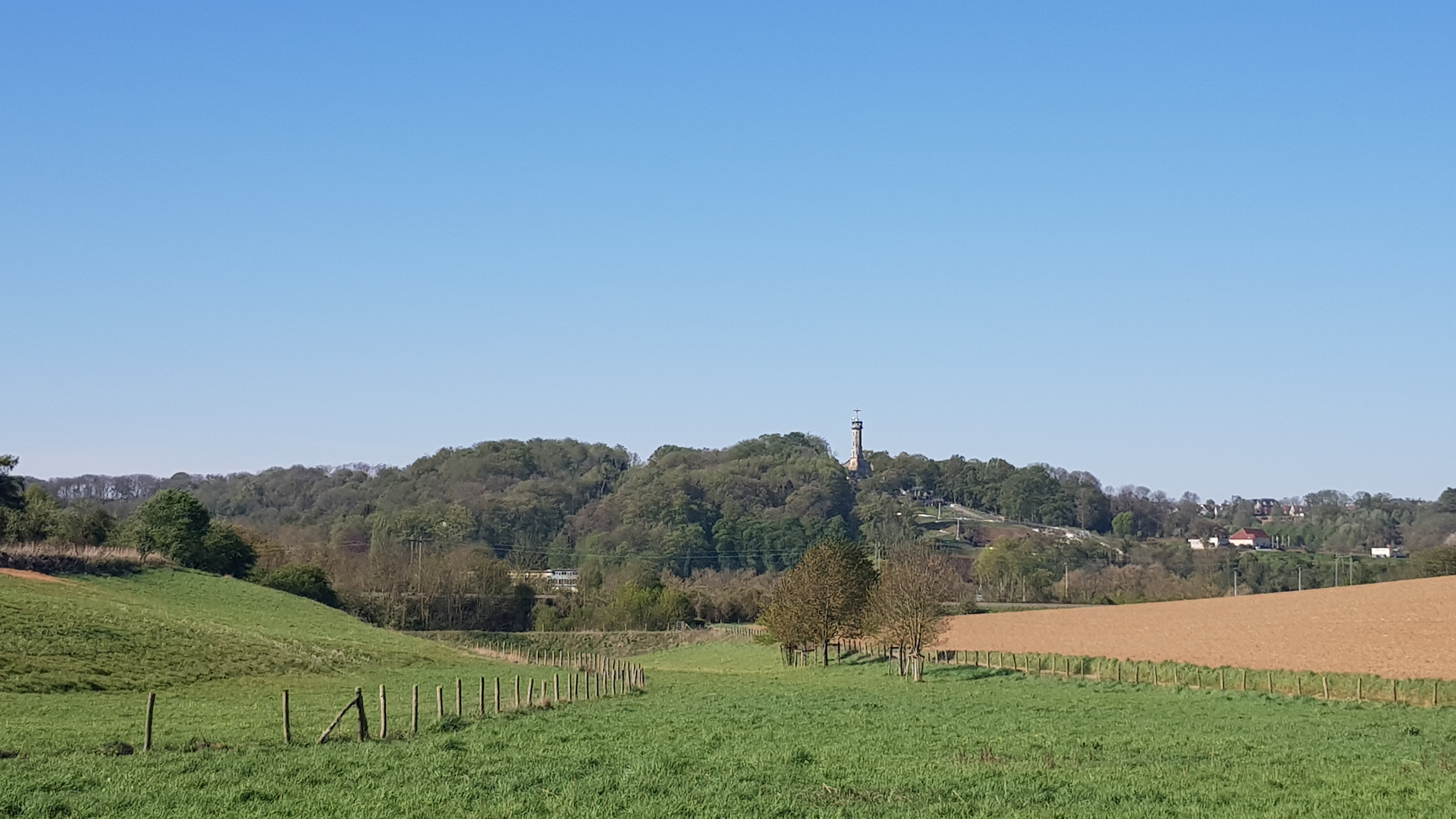
Zicht op de Heunsberg vanaf de overzijde van het Geuldal

De Heunsberg is een 145 meter hoge heuvel in de Nederlands Zuid-Limburgse gemeente Valkenburg aan de Geul. De heuvel ligt direct ten zuiden van het centrum van Valkenburg en de buurtschap Neerhem. De heuvel strekt zich uit van de Sibbergrubbe in het oosten (met daarachter het Biebosch) tot aan de Daalhemerweg in het westen. Van de Heunsberg loopt richting het zuiden de Heunsbergerweg naar het dorp Sibbe. De heuvel is een noordelijke uitloper van het plateau van Margraten. Aan de noordoostzijde wordt de heuvel begrensd door het Geuldal.

## Etymologie
Het toponiem Heunsberg is waarschijnlijk afgeleid van Heinsberg. Vanaf de vroege twaalfde eeuw stamden de heren van Valkenburg, die het kasteel op de Heunsberg bewoonden, uit het Huis Valkenburg-Heinsberg. In 1085 wordt Gosewijn I vermeld als "Gozwinus [...] de castello quod dictir Hennesberg" (Gosewijn van het kasteel dat men Heinsberg noemt).

## Toeristische attracties
Op en in de Heunsberg bevinden zich een aantal toeristische trekpleisters. Dit zijn:
- De ruïne van Kasteel Valkenburg en de daaronder gelegen Kasteelgroeve en Fluweelengrot, op een noordelijke uitloper van de Heunsberg.
- Het Sprookjesbos Valkenburg, op het oostelijke deel en gebruikt een vierde van het heuveloppervlak. Onder het Sprookjesbos ligt een mergelgroeve, de Hoorensberggroeve.
- Een modelsteenkolenmijn en de Feestgrot in de Grot van Daalhem (Daalhemergroeve), beide ook open voor publiek, aan de westzijde van de heuvel.

Op de helling bij de kasteelruïne ligt de oude Joodse begraafplaats van Valkenburg. Verder ligt er een camping op de Heunsberg.

### Voormalige attracties
- De Wilhelminatoren met kabelbaan en rodelbaan. Onder de Wilhelminatoren bevindt zich een onderaardse groeve (de Wilhelminagroeve) die tegenwoordig voor paintball en lasergames gebruikt wordt.

## Groeves
In de Heunsberg bevinden zich verschillende mergelgroeves, te weten:
- Kasteelgroeve
- Fluweelengrot
- Wilhelminagroeve
- Hoorensberggroeve
- Kerkhofsgroeve
- Vogelbosgroeve
- Ackermansgroeve/Daalhemergroeve
- Beckersbergske
- Groeve naast Beckersbergske

Daarnaast heeft men in de jaren 1950 vanaf de Daalhemerweg een proeftunnel aangelegd, de Proeftunnel Daelhemerweg. 